# Пешчане пирамиде у Миљевини
Пешчане пирамиде у Миљевини су јединствени природни феномен и специјални природни резерват у Републици Српској, село Миљевина код Фоче. Налазе се 9 километара од Фоче уз стари пут ка Сарајеву у месту Даничићи на локацији Шљивовице.

## Карактеристике
Пешчане пирамиде се први пут спомињу још у аустроугарском периоду, поготово зато што је тада требало да се прави пут према Калиновику. Аустроугари су, видевши пешчане пирамиде, помакли деоницу тог пута на друго место.
Овај јединствени природни феномен настајао је ерозијом тла, дугим низом година као последица агресивне спреге мразева, летних врућина, кише и јаких ветрова. Иако имају пирамидалан облик, избраздани пешчани стубови уздижу се из својих широких темеља и сужавају према врху и на тај начин чине изванредну геоморфолошку реткост на овим просторима. Извајане фигуре занимљивих облика сличне су онима у Башти богова у Колораду, Доломитима у Италији и Ђавољој вароши у Србији. Процес ерозије траје и данас, тако да оне не нестају, него напротив расту. Туристичка организација општине Фоча има у плану један пројекат уређења самог овог локалитета, у питању би могла бити нова ограда или видиковац, као и изградња нове бициклистичке стазе која ће пролазити поред пирамида.
По писању путописца и географа Драгутина Дерока, постоји теза да су ове пирамиде старе преко две стотине година. Приликом своје прве посете пирамидама 1936. године, у разговору са мештанима дошао је до закључка да се пирамиде налазе ту „откако памте за себе“ и да су сазнања о њима добили од својих предака.
Шездесетих година 20. века на овом атрактивном локалитету снимљени су поједини кадрови филма Капетан Леши.